# Бублик Ніна Федорівна
Ніна Федорівна Бублик (нар. 30 жовтня 1934, село Голубівка, тепер Новомосковського району Дніпропетровської області) — українська радянська діячка, токар-револьверник  Дніпровського машинобудівного заводу Дніпропетровської області. Депутат Верховної Ради УРСР 8—10-го скликань.

## Біографія
Освіта середня.
З 1952 року — токар-револьверник Дніпровського машинобудівного заводу міста Дніпропетровська Дніпропетровської області.
Потім — на пенсії в місті Дніпропетровську (Дніпрі).

## Нагороди
- ордени
- медалі